# 0,999…

Künstlerische Darstellung der Dezimalzahl

Die periodische Dezimalzahl 0,999… (auch mit mehr oder weniger Neunern vor den Auslassungspunkten geschrieben oder als 0,9 oder 0,(9)) bezeichnet die reelle Zahl 1.
Die Symbole „0,999…“ und „1“ stellen also dieselbe Zahl dar (siehe Stellenwertnotation). Beweise dieser Gleichung wurden mit unterschiedlichem Grad an Strenge formuliert, je nach bevorzugter Einführung der reellen Zahlen, Hintergrundannahmen, historischem Kontext und Zielgruppe.
Ferner hat jede abbrechende Dezimalzahl ungleich 0 eine alternative Darstellung mit unendlich vielen Neunern, zum Beispiel 8,31999… für 8,32. Die abbrechende Darstellung wird wegen der Kürze meist bevorzugt, was die Fehlannahme begünstigt, sie sei die einzige. Das gleiche Phänomen tritt auch in anderen Basen auf. Gleichwohl wurden Systeme entwickelt, in denen die Gleichung nicht gilt.
Dieser Artikel soll eine Übersicht geben, unter welchen mathematischen Regeln der Symbolfolge 0,999… welche mathematische Bedeutung gegeben werden kann.

## Elementare Beweise
Die folgenden Beweise nutzen Konzepte, die aus der Schulmathematik bekannt sind. Dabei wird angenommen, dass periodische Dezimalbruchentwicklungen stets eine rationale Zahl darstellen. So wird etwa {\displaystyle 1/3=0{,}333\dots } als gegeben angenommen, da die handschriftliche Division dieses Resultat erzeugt. In den weiteren Betrachtungen geht es daher nicht darum, ob {\displaystyle 0{,}999\dots } etwas Sinnvolles darstellt, sondern nur noch um die Frage, welche Zahl damit gemeint sein soll. Die handschriftlichen Verfahren zur Durchführung der vier Grundrechenarten werden ebenfalls auf nichtabbrechende Dezimalbruchentwicklungen übertragen und als weiterhin gültig angenommen.

### Schriftliche Subtraktion
Wird {\displaystyle 0{,}999\dots } schriftlich von links nach rechts von {\displaystyle 1} subtrahiert, ergibt sich {\displaystyle 0{,}000\dots }

### Brüche
Durch schriftliche Division lässt sich der Quotient 1/9 in die Dezimalzahl 0,111… umschreiben. Eine Multiplikation von 9 mal 1 macht jede Stelle zu einer 9, also ist 9 mal 0,111… gleich 0,999…, und 9 mal 1/9 ist gleich 1, woraus 0,999… = 1 folgt:
| {\displaystyle {\begin{aligned}0{,}333\ldots &{}={\frac {1}{3}}\\3\cdot 0{,}333\ldots &{}=3\cdot {\frac {1}{3}}\\0{,}999\ldots &{}=1\end{aligned}}} |  |  | {\displaystyle {\begin{aligned}0{,}111\ldots &{}={\frac {1}{9}}\\9\cdot 0{,}111\ldots &{}=9\cdot {\frac {1}{9}}\\0{,}999\ldots &{}=1\end{aligned}}} |

Der Beweis lässt sich auch mit anderen Brüchen führen wie 2/7 = 0,285714 285714 …: 285714/2 ist gleich 142857, dies mal 7 ergibt 999999. Meist werden sie aber mit den Brüchen 1/3 oder 1/9 geführt, da ihre Perioden einstellig sind und sie lediglich die Multiplikation mit einer einstelligen Zahl erfordern.

### Umformung einer Unbestimmten
{\displaystyle x=0{,}999\ldots } lässt sich wie folgt umarbeiten:
{\displaystyle {\begin{aligned}x&=0{,}999\ldots \\10x&=9{,}999\ldots \\10x-x&=9{,}999\ldots -0{,}999\ldots \\9x&=9\\x&=1\end{aligned}}}

### Durchschnitt
Wären 0,999… und 1 verschiedene Zahlen, wäre der Durchschnitt (0,999… + 1)/2 = 1,999…/2 wieder ein anderer. Tatsächlich ist 1,999…/2 = 0,999…, womit bewiesen ist, dass 0,999… = 1 ist.

### Stellenwertsysteme
Im Stellenwertsystem zur Basis q entspricht die (in der Standardnotation hingeschriebene) Zahl 0,999… dem Bruch 9/(q − 1). Für die Basis q = 10 gilt also:
{\displaystyle 0{,}999\ldots ={\frac {9}{10-1}}={\frac {9}{9}}=1}

### Diskussion
Die obigen Beweise fußen auf Annahmen, deren Sinn hinterfragt werden könnte, wenn sie als Axiome hingenommen werden. Eine Alternative, die den Kernpunkt bei der dichten Ordnung der reellen Zahlen ansetzt:
Sollen reelle Zahlen durch Dezimaldarstellungen eingeführt werden, wird oft definiert, dass x kleiner als y ist, wenn die Dezimaldarstellungen der Zahlen verschieden sind und die von links aus gesehen erste unterschiedliche Stelle von x kleiner ist als die entsprechende Stelle von y. Zum Beispiel ist (0)43,23 kleiner als 123,25, weil der erste Unterschied bei 0 < 1 zu sehen ist. Nach dieser Definition kommt es auch tatsächlich zu dem Schluss 0,999… < 1.
An der Stelle sollte jedoch bedacht werden, dass von den reellen Zahlen eine dichte Ordnung verlangt wird: Zwischen zwei verschiedenen reellen Zahlen liegt stets eine von den beiden verschiedene dritte. Demzufolge ist es sinnvoll, zu definieren, dass x kleiner als y ist, wenn es nach dem bereits erwähnten Kriterium eine Zahl dazwischen gibt, und weil bei 0,999… alle Stellen mit 9 – der höchsten Ziffer – belegt sind, kann es keine Zahl zwischen 0,999… und 1 geben, womit 0,999… = 1 ist.
Für einen tieferen Einblick lohnt sich ein Blick auf den analytischen Beweis.

## Analytischer Beweis
Dezimalzahlen können als unendliche Reihen definiert werden. Im Allgemeinen:
{\displaystyle d_{0}{,}d_{1}d_{2}d_{3}d_{4}\ldots =d_{0}+d_{1}\left({\tfrac {1}{10}}\right)+d_{2}\left({\tfrac {1}{10}}\right)^{2}+d_{3}\left({\tfrac {1}{10}}\right)^{3}+d_{4}\left({\tfrac {1}{10}}\right)^{4}+\cdots }
Für den Fall 0,999… kann der Konvergenzsatz für geometrische Reihen angewandt werden:
Wenn {\displaystyle |r|<1\,\!}, dann {\displaystyle ar+ar^{2}+ar^{3}+\cdots ={\frac {ar}{1-r}}}.
Da 0,999… eine geometrische Reihe mit a = 9 und r = 1/10 ist, gilt:
{\displaystyle 0{,}999\ldots =9\left({\tfrac {1}{10}}\right)+9\left({\tfrac {1}{10}}\right)^{2}+9\left({\tfrac {1}{10}}\right)^{3}+\cdots ={\frac {9\left({\tfrac {1}{10}}\right)}{1-{\tfrac {1}{10}}}}=1}
Dieser Beweis (eigentlich, dass 10 = 9,999… ist) erscheint in Leonhard Eulers Vollständiger Anleitung zur Algebra.
Eine typische Herleitung aus dem 18. Jahrhundert nutzte einen algebraischen Beweis ähnlich dem oberen. 1811 brachte John Bonnycastle in seinem Lehrbuch An Introduction to Algebra ein Argument mit der geometrischen Reihe. Eine Reaktion des 19. Jahrhunderts gegen solch eine großzügige Summierung ergab eine Definition, die bis heute dominiert: Die Reihe aus den Gliedern einer unendlichen Folge ist definiert als der Grenzwert der Folge ihrer Partialsummen (Summen aus den ersten endlich vielen Summanden).
Eine Folge (a0, a1, a2, …) hat den Grenzwert x, wenn es für alle {\displaystyle \varepsilon } > 0 ein Glied der Folge gibt, ab dem alle Glieder weniger als {\displaystyle \varepsilon } von x entfernt sind. 0,999… kann als Grenzwert der Folge (0,9, 0,99, 0,999, …) verstanden werden:
{\displaystyle 0{,}999\ldots =\lim _{n\to \infty }0{,}\underbrace {99\ldots 9} _{n}=\lim _{n\to \infty }\sum _{k=1}^{n}{\frac {9}{10^{k}}}=\lim _{n\to \infty }\left(1-{\frac {1}{10^{n}}}\right)=1-\lim _{n\to \infty }{\frac {1}{10^{n}}}=1}
Der letzte Schritt folgt aus der archimedischen Eigenschaft der reellen Zahlen. Die grenzwertbasierte Haltung findet sich auch in weniger präzisen Formulierungen. So erklärt das Lehrbuch The University Arithmetic aus dem Jahr 1846: „.999 +, continued to infinity = 1, because every annexation of a 9 brings the value closer to 1“ Arithmetic for Schools (1895) sagt: „when a large number of 9s is taken, the difference between 1 and .99999… becomes inconceivably small“.
Durch die Interpretation als Grenzwert kann auch Darstellungen wie 0,999…1 eine Bedeutung beigemessen werden. 0,999…1 wäre dann als Grenzwert von (0,1, 0,91, 0,991, …) aufzufassen, ist damit aber wieder gleich 1. Im Allgemeinen haben Stellen nach einer Periode keine Auswirkung.

## Beweise durch die Konstruktion der reellen Zahlen
Einige Ansätze definieren die reellen Zahlen ausdrücklich als Strukturen, die sich aus den rationalen Zahlen ergeben, durch axiomatische Mengenlehre. Die natürlichen Zahlen – 0, 1, 2, 3 und so weiter – beginnen mit 0 und fahren aufwärts fort, sodass jede Zahl einen Nachfolger hat. Die natürlichen Zahlen können mit ihren Gegenzahlen erweitert werden, um die ganzen Zahlen zu erhalten, und weiter um die Verhältnisse zwischen den Zahlen, um die rationalen Zahlen zu erhalten. Diese Systeme werden von der Arithmetik der Addition, Subtraktion, Multiplikation und Division begleitet. Darüber hinaus haben sie eine Ordnung, sodass jede Zahl mit einer anderen verglichen werden kann und entweder kleiner, größer oder gleich ist.
Der Schritt von den rationalen Zahlen zu den reellen ist eine bedeutende Erweiterung. Es gibt mindestens drei bekannte Wege, sie zu bewerkstelligen: Dedekindsche Schnitte, Cauchy-Folgen (beide 1872 veröffentlicht) und Intervallschachtelungen. Beweise für 0,999… = 1, die solche Konstruktionen direkt nutzen, sind nicht in Lehrbüchern über Analysis zu finden. Selbst wenn eine Konstruktion angeboten wird, wird sie normalerweise verwendet, um die Axiome der reellen Zahlen zu beweisen, die dann den obigen Beweis stützen. Allerdings wurde mehrfach die Meinung geäußert, dass es logisch angemessener ist, mit einer Konstruktion zu starten.

### Dedekindsche Schnitte
Eine reelle Zahl kann als Dedekindscher Schnitt in {\displaystyle \mathbb {Q} } definiert werden, also als vollständige Unterteilung der rationalen Zahlen in zwei nichtleere Mengen L|R, sodass l < r für alle l {\displaystyle \in } L und r {\displaystyle \in } R gilt. Die linke Menge von 0,999… enthält genau die rationalen Zahlen r, für die r kleiner ist als 0,9… mit einer beliebigen Anzahl von endlich vielen Neunern, also kleiner als eine Zahl der Form:
{\displaystyle 1-\left({\frac {1}{10}}\right)^{n}}
Da die Elemente der linken Menge alle rationalen Zahlen kleiner als 1 – so wie sie bei den rationalen Zahlen definiert ist – sind, wird der Schnitt 1 genannt.
Die Definition der reellen Zahlen als Dedekindsche Schnitte wurde erstmals 1872 von Richard Dedekind veröffentlicht.

### Cauchy-Folgen
Eine Folge heißt Cauchy-Folge, wenn es für alle {\displaystyle \varepsilon } > 0 ein Glied der Folge gibt, ab dem alle Glieder weniger als {\displaystyle \varepsilon } voneinander entfernt sind. Um allen Cauchy-Folgen einen konkreten Grenzwert zuordnen zu können, werden die reellen Zahlen als Äquivalenzklassen von Cauchy-Folgen eingeführt. Zwei Cauchy-Folgen a und b heißen äquivalent, wenn die Folge (an − bn) den Grenzwert 0 hat, also eine Nullfolge ist. Die Zahl 1 steht für die Äquivalenzklasse der Cauchy-Folge (1, 1, 1, …), 0,999… steht für die Äquivalenzklasse der Cauchy-Folge (0,9, 0,99, 0,999, …). Die Folgen sind äquivalent wegen:
{\displaystyle \lim _{n\to \infty }\left(1-\sum _{k=1}^{n}{\frac {9}{10^{k}}}\right)=\lim _{n\to \infty }{\frac {1}{10^{n}}}=0}
Ein möglicher Beweis dafür ist, dass alle Glieder ab dem n-ten weniger als {\displaystyle \varepsilon } von 0 entfernt sind, wenn {\displaystyle \varepsilon } = m/n ist. Damit ist 0,999… = 1.
Diese Definition der reellen Zahlen wurde erstmals 1872 unabhängig voneinander von Eduard Heine und Georg Cantor veröffentlicht.

### Intervallschachtelungen

Veranschaulichung der Gleichung 1 = 0,222…_{3} mit Intervallschachtelungen

Die reellen Zahlen lassen sich ebenso als Äquivalenzklassen rationaler Intervallschachtelungen definieren. Eine Folge von Intervallen ([an, bn]) heißt Intervallschachtelung, wenn a monoton wächst, b monoton fällt, an {\displaystyle \leq } bn für alle n gilt, und die Folge (bn − an) eine Nullfolge ist. Zwei Intervallschachtelungen {\displaystyle ([a_{n},b_{n}])} und {\displaystyle ([a'_{n},b'_{n}])} sind äquivalent, wenn stets {\displaystyle a_{n}\leq b'_{n}} und {\displaystyle a'_{n}\leq b_{n}} gilt.
d0,d1d2d3… steht für die Äquivalenzklasse der Intervallschachtelung ([d0, d0 + 1], [d0,d1, d0,d1 + 0,1], …), folglich ist 0,999… die Äquivalenzklasse der Intervallschachtelung ([0, 1], [0,9, 1], [0,99, 1], …), 1 die der Intervallschachtelung ([1, 2], [1, 1,1], [1, 1,01], …). Da die geforderte Eigenschaft der Äquivalenz erfüllt ist, gilt 0,999… = 1.

## Verallgemeinerungen
Die Tatsache, dass 0,999… = 1 ist, lässt sich auf verschiedene Arten verallgemeinern. Jede abbrechende Dezimalzahl ungleich 0 hat eine alternative Darstellung mit unendlich vielen Neunern, zum Beispiel 0,24999… für 0,25. Ein analoges Phänomen tritt in jeder Basis {\displaystyle q} für die Ziffern mit Wert {\displaystyle q-1} auf: So ist im Dualsystem 0,111… = 1, im Ternärsystem 0,222… = 1 und so weiter.
In nicht ganzzahligen Basen gibt es auch unterschiedliche Darstellungen. Mit dem Goldenen Schnitt φ = (1 + √5)/2 als Basis („Phinärsystem“) gibt es neben 1 und 0,101010… unendlich viele weitere Möglichkeiten, die Zahl Eins darzustellen. Im Allgemeinen gibt es für fast alle q zwischen 1 und 2 überabzählbar unendlich viele Basis-q-Darstellungen von 1. Auf der anderen Seite gibt es immer noch überabzählbar unendlich viele q (einschließlich aller natürlichen Zahlen größer als 1), für die es nur eine Basis-q-Darstellung für 1 außer der trivialen (1) gibt. 1998 bestimmten Vilmos Komornik und Paola Loreti die kleinste Basis mit dieser Eigenschaft, die Komornik-Loreti-Konstante 1,787231650… In dieser Basis ist 1 = 0,11010011001011010010110011010011…; die Stellen ergeben sich aus der Thue-Morse-Folge.
Weitere Beispiele für unterschiedliche Darstellungen des gleichen Wertes sind:
- 1/2 = 0,111… = 1,111… im balancierten Ternärsystem.
- 1 = 0,1234… im umgekehrten fakultätsbasierten Zahlensystem mit den Basen 2!, 3!, 4!, … für Nachkommastellen.

Harold B. Curtis weist auf ein anderes Kuriosum hin: 0,666… + 0,666…2 = 1,111…

## Anwendung

Positionen von 1/4, 2/3 und 1 in der Cantor-Menge

1802 veröffentlichte H. Goodwin eine Entdeckung über das Auftreten von Neunern in periodischen Dezimaldarstellungen von Brüchen mit bestimmten Primzahlen als Nenner. Beispiele sind:
- 1/7 = 0,142857142857… und 142 + 857 = 999.
- 1/73 = 0,0136986301369863… und 0136 + 9863 = 9999.

E. Midy bewies 1836 einen allgemeinen Satz über solche Brüche, der nun als der Satz von Midy bekannt ist: Hat die Periode des vollständig gekürzten Bruches a/p eine gerade Anzahl von Stellen und ist p prim, ist die Summe der beiden Hälften der Periode eine Folge von Neunern. Die Veröffentlichung war obskur und es ist unklar, ob der Beweis direkt 0,999… nutzte, doch zumindest ein moderner Beweis von W. G. Leavitt tut dies.
Die Cantor-Menge, welche entsteht, wenn aus dem Intervall [0, 1] der reellen Zahlen von 0 bis 1 unendlich oft das offene mittlere Drittel aus den verbleibenden Intervallen entfernt wird, lässt sich auch als Menge der reellen Zahlen aus [0, 1] beschreiben, die sich im Ternärsystem nur mit den Ziffern 0 und 2 darstellen lassen. Die n-te Nachkommastelle beschreibt dabei die Position des Punktes nach dem n-ten Schritt der Konstruktion. Die Zahl 1 könnte etwa als 0,222…3 dargestellt werden, was andeutet, dass sie nach jedem Schritt rechts positioniert ist. 1/3 = 0,13 = 0,0222…3 liegt nach der ersten Entfernung links, nach jeder weiteren rechts. 1/4 = 0,020202…3 liegt abwechselnd links und rechts.
Cantors zweites Diagonalargument verwendet ein Verfahren, das zu jeder Folge reeller Nachkommaanteile ein neues konstruiert, und zeigt somit die Überabzählbarkeit der reellen Zahlen: Es wird eine Zahl gebildet, deren n-te Nachkommastelle eine andere ist als die n-te Nachkommastelle des n-ten Folgenglieds. Ist die Wahl der Dezimaldarstellung beliebig, entsteht damit jedoch nicht notwendigerweise eine neue Zahl. Dies kann behoben werden, indem eine nicht abbrechende Darstellung der Zahlen gefordert und die Ersetzung einer Stelle durch 0 verboten wird.
Liangpan Li legte 2011 eine Konstruktion der reellen Zahlen dar, bei der 0,999… und 1 und Ähnliches als äquivalent definiert werden. Eine Vorzeichenfunktion wird beschrieben mit:
{\displaystyle {\text{sign}}(x):={\begin{cases}0&\;{\text{wenn}}\;x\geq 0{,}000\ldots \\1&\;{\text{wenn}}\;x\leq (-1){,}999\ldots \\\end{cases}}}

## Skeptizismus
Die Gleichung 0,999… = 1 wird aus diversen Gründen angezweifelt:
- Einige nehmen an, jede reelle Zahl hätte eine eindeutige Dezimaldarstellung.
- Einige sehen in 0,999… eine unbestimmte endliche oder potentiell oder aktual unendliche Anzahl von Neunern, aber keine Einschränkung, weitere Dezimalstellen hinzuzufügen, um eine Zahl zwischen 0,999… und 1 zu bilden. 0,999…1 könnte als Beispiel genannt werden.
- Einige interpretieren 0,999… als direkten Vorgänger von 1.
- Einige sehen 0,999… als Folge statt Grenzwert.

Diese Ideen entsprechen nicht der üblichen dezimalen Notation in der (reellen) Arithmetik, können jedoch in alternativen Systemen gültig sein, die speziell für den Zweck oder für den allgemeinen mathematischen Nutzen entworfen wurden.
Denkbar ist auch, dass f(0,999…) als {\displaystyle \lim _{x\to 1}f(x)} interpretiert wird, sodass zwar einerseits 0,999… = 1 akzeptiert wird, andererseits jedoch auch (0,999…2 − 1)/(0,999… − 1) = 2, während (12 − 1)/(1 − 1) undefiniert ist. Dies so zu schreiben, ist jedoch nicht üblich und kann deshalb irreführend sein.

## Bekanntheit
Mit dem Wachstum des Internets haben Debatten über 0,999… das Klassenzimmer verlassen und sind in Internetforen verbreitet, einschließlich solcher, die wenig mit Mathematik zu tun haben. Die Newsgroups de.sci.mathematik und sci.math haben die Frage in die FAQ aufgenommen.
Lina Elbers erhielt einen Preis von der Deutschen Mathematiker-Vereinigung für die klügste Frage, die Mathematikprofessoren gestellt wurde: Warum 0,999… nicht kleiner als 1 sei. Damals war sie Sechstklässlerin.
Die Abfolge der sechs Neuner in der Kreiszahl {\displaystyle \pi } ab der 762. Nachkommastelle ist als Feynman-Punkt bekannt und wurde nach Richard Feynman benannt, der einst sagte, er wolle die Zahl bis zu diesem Punkt lernen, sodass er sie bis zu der Stelle rezitieren und dann „und so weiter“ sagen kann, was suggeriert, die Zahl sei rational.
Ein Witz zu diesem Thema lautet:
Frage: Wie viele Mathematiker braucht man, um eine Glühbirne zu wechseln?
Antwort: 0,9

## Andere Strukturen

### Hyperreelle Zahlen
Der analytische Beweis für 0,999… = 1 beruht auf der archimedischen Eigenschaft. Diese besagt, dass es zu jedem {\displaystyle \varepsilon } > 0 eine natürliche Zahl n gibt, sodass 1/n < {\displaystyle \varepsilon } ist. Einige Systeme bieten allerdings noch kleinere Zahlen, sogenannte Infinitesimalzahlen.
Zum Beispiel enthalten die dualen Zahlen ein neues Element ε, das sich analog zu der imaginären Einheit i verhält, allerdings mit dem Unterschied ε2 = 0 statt i2 = −1. Jede duale Zahl hat die Form a + bε mit reellen a und b. Die resultierende Struktur ist für das automatische Differenzieren nützlich. Wird die lexikographische Ordnung durch a + bε < c + dε genau dann, wenn a < c oder sowohl a = c als auch b < d definiert, sind die Vielfachen von ε infinitesimal. Für die Dezimaldarstellung gelten aber die gleichen Konventionen, es gilt also immer noch 0,999… = 1.
Ein Unterschied kann mit den hyperreellen Zahlen {\displaystyle {}^{*}\mathbb {R} } gemacht werden: Es handelt sich um eine Erweiterung der reellen Zahlen mit Zahlen, die größer sind als jede natürliche Zahl, bei der das Transferprinzip erfüllt ist: Jede Aussage in der Prädikatenlogik erster Stufe, die für {\displaystyle \mathbb {R} } gilt, gilt auch für {\displaystyle {}^{*}\mathbb {R} }. Während jede reelle Zahl aus dem Intervall [0, 1] durch eine Ziffernfolge
0,d1d2d3…
mit natürlichen Zahlen als Indizes dargestellt werden kann, kann nach der Schreibweise von A. H. Lightstone jede hyperreelle Zahl aus dem Intervall [0, 1]* durch eine Hyperfolge
0,d1d2d3…;…dω − 1dωdω + 1…
mit hypernatürlichen Zahlen als Indizes dargestellt werden. Während Lightstone 0,999… nicht direkt erwähnte, zeigte er, dass 1/3 mit 0,333…;…333… dargestellt wird. Die Zahl 1 könnte somit mit 0,999…;…999… dargestellt werden. „0,333…;…000…“ und „0,999…;…000…“ entsprechen keiner hyperreellen Zahl, auf der anderen Seite lässt sich sagen, dass 0,999…;…999000…, deren letzte 9 von einer beliebigen hypernatürlichen Zahl indiziert wird, kleiner als 1 ist.
Zudem präsentierten Karin und Mikhail Katz eine Interpretation von 0,999… als hyperreelle Zahl:
{\displaystyle {\underset {\omega }{0{,}\underbrace {999\ldots } }}\;=1\;-\;{\frac {1}{10^{\omega }}}}
Ian Stewart charakterisiert diese Interpretation als einen vollkommen angemessenen Weg, die Intuition, dass in 0,999… „ein bisschen“ bis 1 fehlt, streng zu rechtfertigen.
In der Ultrapotenzkonstruktion könnte 0,9 als die Äquivalenzklasse der Folge (0,9, 0,99, 0,999, …) interpretiert werden. Diese ist kleiner als 1 = (1, 1, 1, …). Neben Katz und Katz hinterfragt auch Robert Ely die Annahme, dass Ideen über 0,999… < 1 fehlerhafte Intuitionen über reelle Zahlen seien und sieht sie eher als Nichtstandard-Intuitionen, die bei dem Lernen von Analysis behilflich sein könnten. José Benardete argumentiert in seinem Buch Infinity: An essay in metaphysics, dass einige natürliche vormathematische Intuitionen nicht ausgedrückt werden können, wenn eine Beschränkung auf ein allzu restriktives System vorliegt.

### Hackenbush
Auch die kombinatorische Spieltheorie stellt Alternativen bereit. 1974 beschrieb Elwyn Berlekamp einen Zusammenhang zwischen unendlichen Positionen im blauroten Hackenbush und Binärzahlen. Zum Beispiel hat die Hackenbush-Position LRRLRLRL… den Wert 0,010101…2 = 1/3. Der Wert von LRLLL… (0,111…2) ist infinitesimal kleiner als 1. Der Unterschied ist die surreale Zahl 1/ω = 0,000…2, die dem Hackenbush-String LRRRR… entspricht.
Im Allgemeinen stehen zwei verschiedene Binärzahlen stets für unterschiedliche Hackenbush-Positionen. So ist bei den reellen Zahlen 0,10111…2 = 0,11000…2 = 3/4. Nach Berlekamps Zuordnung ist die erste Zahl aber der Wert von LRLRLLL…, die zweite der Wert von LRLLRRR…

### Überdenken der Subtraktion
Der Subtraktionsbeweis kann untergraben werden, wenn die Differenz 1 − 0,999… schlicht nicht existiert. Zu mathematischen Strukturen, in denen die Addition, aber nicht die Subtraktion abgeschlossen ist, gehören unter anderem einige kommutative Halbgruppen, kommutative Monoide und Halbringe. Fred Richman betrachtet zwei solcher Systeme, bei denen 0,999… < 1 ist.
Zunächst definiert Richman eine nicht negative Dezimalzahl als buchstäbliche Dezimaldarstellung. Er definiert die lexikographische Ordnung und eine Addition, womit 0,999… < 1 schlicht daher gilt, weil 0 < 1 ist, allerdings ist 0,999… + x = 1 + x für jedes nicht abbrechende x. Eine Besonderheit der Dezimalzahlen ist also, dass die Addition nicht immer gekürzt werden kann. Mit der Addition und Multiplikation bilden die Dezimalzahlen einen positiven total geordneten kommutativen Halbring.
Dann definiert er ein anderes System, das er Schnitt D nennt und das den Dedekindschen Schnitten entspricht, allerdings mit dem Unterschied, dass er für einen Dezimalbruch d sowohl den Schnitt {\displaystyle (-\infty ,d)} als auch den Schnitt {\displaystyle (-\infty ,d]} zulässt. Das Ergebnis ist, dass die reellen Zahlen „unbehaglich mit den Dezimalbrüchen zusammenleben“. Es gibt keine positiven Infinitesimalzahlen im Schnitt D, aber eine Art negative Infinitesimalzahl, 0−, die keine Dezimaldarstellung besitzt. Er folgert, dass 0,999… = 1 + 0−, während die Gleichung 0,999… + x = 1 keine Lösung hat.

### p-adische Zahlen
Während 0,999… im Dezimalsystem eine erste 9 hat, aber keine letzte, hat bei den 10-adischen Zahlen …999 umgekehrt keine erste 9, wohl aber eine letzte. Wird 1 hinzuaddiert, entsteht eine Zahl …000 = 0, sodass …999 = −1 ist (jedenfalls, wenn wir uns in einer additiven Gruppe mit einer 0 und einer Erzeugenden 1 bewegen). Eine andere „Herleitung“ nutzt die geometrische Reihe:
{\displaystyle \ldots 999=9+9(10)+9(10)^{2}+9(10)^{3}+\cdots ={\frac {9}{1-10}}=-1.}
Während die Reihe bei den reellen Zahlen nicht konvergiert (sie also keine reelle Zahl darstellt), konvergiert sie bei den 10-adischen Zahlen. Auch besteht die Möglichkeit, hier den „Beweis“ mit der Multiplikation mit 10 anzuwenden:
{\displaystyle {\begin{aligned}x&=\ldots 999\\10x&=\ldots 990\\10x&=x-9\\x&=-1\end{aligned}}}
Diese 10-adischen Zahlen bilden einen nicht-nullteilerfreien Ring, in dem die Nullteiler nichtabbrechende Darstellungen haben (s. Proendliche Zahl#10-adische Zahlen).
Schlussendlich könnte eine „Theorie“ der „Doppeldezimalzahlen“ betrachtet werden, die die reellen Zahlen mit den 10-adischen kombiniert, und in der …999,999… = 0 ist (aufgrund von …999 = −1, 0,999… = 1 und −1 + 1 = 0).

## Verwandte Fragen
- Zenons Paradoxien der Bewegung erinnern an die Paradoxie, dass 0,999… = 1 ist.
- Die Division durch null wird in einigen Diskussionen um 0,999… erwähnt. Während viele 0,999… definieren, lassen viele die Division durch null undefiniert, da ihr keine sinnvolle Bedeutung bei den reellen Zahlen zukommt. Sie ist jedoch in einigen anderen Systemen definiert, zum Beispiel in der riemannschen Zahlenkugel, die einen „Punkt in der Unendlichkeit“ besitzt. Dort macht es Sinn, 1/0 als unendlich zu definieren, und lange zuvor wurde für solch eine Definition argumentiert.
- −0 ist ein anderes Beispiel für eine alternative Schreibweise. Nach der üblichen Interpretation ist sie mit 0 identisch. Nichtsdestoweniger machen einige wissenschaftliche Anwendungen eine Unterscheidung zwischen positiver und negativer Null. Sie besteht zum Beispiel bei Gleitkommazahlen nach der Norm IEEE 754.